# Lingua dakota-lakota
Si può definire lingua dakota-lakota (o, con maggiori margini di confusione, sioux) quel continuum di dialetti che, all'interno del gruppo linguistico dakotan, costituiscono di fatto, per la reciproca, ancor rilevante, comprensibilità, una vera e propria unità linguistica. Il SIL International non ha classificato la lingua in quanto tale, ma ha proceduto a codificare singolarmente ISO 639-3, sia il dialetto (lingua) lakota , sia una presunta lingua dakota  la quale riassorbe i due dialetti "dakota", il santee-sisseton e lo yankton-yanktonai. Nessun elemento risulta però, dalle recenti acquisizioni della linguistica siouan a proposito dei due dialetti, tale da corroborare in qualche modo la correttezza della scelta del SIL, se non l'eguale nome utilizzato dai nativi per definire sia l'uno che l'altro.

## Classificazione
La lingua dakota-lakota presenta tre principali varietà dialettali, con ulteriori sotto-varietà: 
1. Lakota (detto anche Lakȟóta, Teton, Teton Sioux)
  - Lakota meridionale (Oglála, Sičháŋǧu)
  - Lakota settentrionale (Húŋkpapȟa, Itázipčo, Mnikȟówožu, Oóhenuŋpa, Sihásapa)
    - Húŋkpapȟa/Standing Rock
2. Dakota occidentale (detto anche Yankton-Yanktonai o Dakȟóta, ed erroneamente, per lunghissimo tempo, classificato come "nakota")
  - Yankton (Iháŋktȟuŋwaŋ)
  - Yanktonai (Iháŋktȟuŋwaŋna)
    - Upper Yanktonai (Wičhíyena)
3. Dakota orientale (detto anche Santee-Sisseton o Dakhóta)
  - Santee (Bdewákhathuŋwaŋ, Waȟpékhute)
  - Sisseton (Sisíthuŋwaŋ, Waȟpéthuŋwaŋ)

Lo yankton-yanktonai (dakota occidentale) sta tra il santee-sisseton (dakota orientale) e il lakota nell'ambito del continuum dialettale. Esso è foneticamente più vicino al santee-sisseton, ma, lessicalmente e anche grammaticalmente, è molto più simile al lakota. Per questa ragione lakota e dakota occidentale sono assai meglio tra loro mutuamente comprensibili di quanto non lo siano con il dakota orientale, che può risultare assai difficoltoso da seguirsi da parte di coloro che parlano lakota o yankton-yanktonai.
Non possono essere invece considerate come facenti capo all'unità linguistica dakota-lakota, le altre lingue dakotan parlate dagli Assiniboin e dai loro parenti canadesi Stoney (definite entrambe "nakota" o "nakoda"), in quanto, nonostante l'evidente stretto legame di parentela, la prima «non è comprensibile per chi parla il lakota e il dakota, a meno che non sia stato esposto ad essa in misura molto ampia», mentre la seconda «è completamente inintelligibile».

## Caratteristiche della lingua

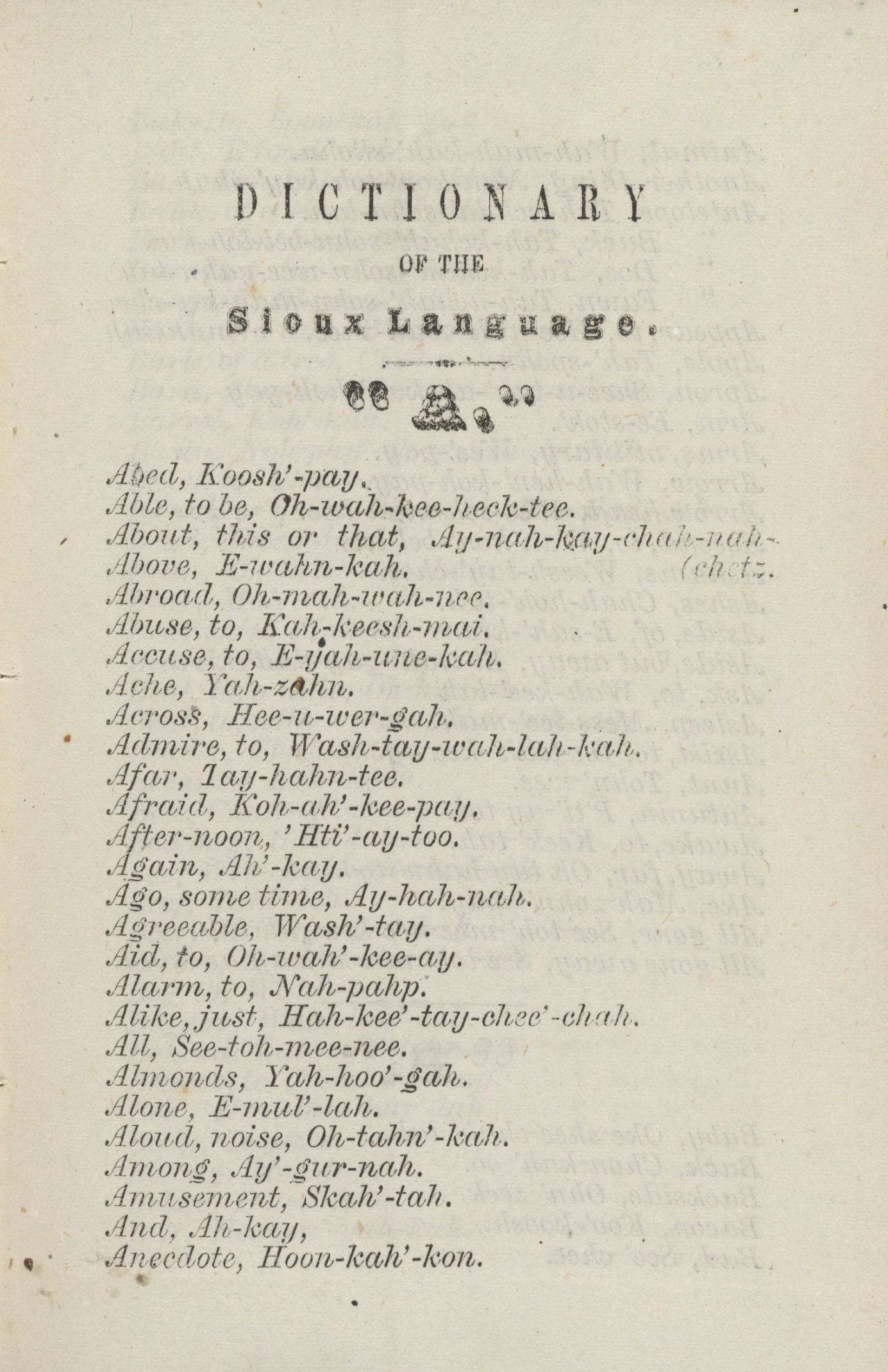
Prima pagina del
Dictionary of the Sioux Language
di Hyer e Starring (1866)

### Differenze fonetiche
La seguente tabella mostra le principali differenze fonetiche tra le varietà regionali della lingua lakota/dakota, nonché tra queste e i dialetti nakota/nakoda.
| dakota/lakota | dakota/lakota      | dakota/lakota      | dakota/lakota    | dakota/lakota    | assiniboin | stoney  | italiano          |
| lakota        | dakota occidentale | dakota occidentale | dakota orientale | dakota orientale |            |         |                   |
|               | yanktonai          | yankton            | sisseton         | santee           |            |         |                   |
| ------------- | ------------------ | ------------------ | ---------------- | ---------------- | ---------- | ------- | ----------------- |
| Lakȟóta       | Dakȟóta            | Dakȟóta            | Dakhóta          | Dakhóta          | Nakhóta    | Nakhóda | (autodefinizione) |
| lowáŋ         | dowáŋ              | dowáŋ              | dowáŋ            | dowáŋ            | nowáŋ      | nowáŋ   | cantare           |
| ló            | dó                 | dó                 | dó               | dó               | nó         | nó      | (asserzione)      |
| čísčila       | čísčina            | čísčina            | čístina          | čístina          | čúsina     | čúsin   | piccolo           |
| hokšíla       | hokšína            | hokšína            | hokšína          | hokšída          | hokšína    | hokšín  | ragazzo           |
| gnayáŋ        | gnayáŋ             | knayáŋ             | hnayáŋ           | hnayáŋ           | knayáŋ     | hna     | ingannare         |
| glépa         | gdépa              | kdépa              | hdépa            | hdépa            | knépa      | hnéba   | vomitare          |
| kigná         | kigná              | kikná              | kihná            | kihná            | kikná      | gihná   | placare           |
| slayá         | sdayá              | sdayá              | sdayá            | sdayá            | snayá      | snayá   | ungere            |
| wičháša       | wičháša            | wičháša            | wičhášta         | wičhášta         | wičhášta   | wičhá   | uomo              |
| kibléza       | kibdéza            | kibdéza            | kibdéza          | kibdéza          | kimnéza    | gimnéza | riaversi          |
| yatkáŋ        | yatkáŋ             | yatkáŋ             | yatkáŋ           | yatkáŋ           | yatkáŋ     | yatkáŋ  | bere              |
| hé            | hé                 | hé                 | hé               | hé               | žé         | žé      | quello            |

### Differenze lessicali
La tabella che segue mostra alcuni esempi delle differenze lessicali tra dialetti e sub-dialetti, che accomunano però di più, come già accennato, il lakota e lo yankton-yanktonai:
| termine italiano | santee-sisseton | yankton-yanktonai | lakota                | lakota             |
| termine italiano | santee-sisseton | yankton-yanktonai | lakota settentrionale | lakota meridionale |
| ---------------- | --------------- | ----------------- | --------------------- | ------------------ |
| bambino          | šičéča          | wakȟáŋyeža        | wakȟáŋyeža            | wakȟáŋyeža         |
| ginocchio        | hupáhu          | čhaŋkpé           | čhaŋkpé               | čhaŋkpé            |
| coltello         | isáŋ / mína     | mína              | míla                  | míla               |
| rene             | phakšíŋ         | ažúŋtka           | ažúŋtka               | ažúŋtka            |
| cappello         | wapháha         | wapȟóštaŋ         | wapȟóštaŋ             | wapȟóštaŋ          |
| ancóra           | hináȟ           | naháŋȟčiŋ         | naháŋȟčiŋ             | naháŋȟčiŋ          |
| uomo             | wičhášta        | wičháša           | wičháša               | wičháša            |
| affamato         | wótehda         | dočhíŋ            | ločhíŋ                | ločhíŋ             |
| mattino          | haŋȟ'áŋna       | híŋhaŋna          | híŋhaŋna              | híŋhaŋni           |
| radersi          | kasáŋ           | kasáŋ             | kasáŋ                 | glak'óǧa           |

### Sistemi di scrittura
La vita per i Dakota orientali cambiò significativamente dall'inizio del 1800 quando aumentarono i contatti con i coloni bianchi, ed in particolare con i missionari cristiani i quali miravano a introdurre tra i nativi la loro fede religiosa. Per conseguire tale risultato, le missioni sentirono il bisogno di creare sistemi di scrittura della lingua dakota. Nel 1836 i fratelli Samuel e Gideon Pond, il reverendo Stephen Return Riggs, a il Dr. Thomas Williamson si posero all'opera per tradurre in dakota inni e storie bibliche. Nel 1852, Riggs pubblicò la “Grammatica e Dizionario della lingua Dakota” (Grammar and Dictionary of the Dakota Language), basandosi peraltro, a quanto pare, sul lavoro sul campo condotto dai fratelli Ponds; una versione ampliata del Dizionario sarebbe poi stata ripubblicata da Riggs nel 1892 come “Vocabolario dakota-inglese” (Dakota-English dictionary). Alla fine del lavoro iniziato da questi precursori, l'intera Bibbia venne tradotta.
Oggi è possibile trovare tutta una serie di testi in dakota. Le storie tradizionali sono state tradotte, così come i libri per bambini e perfino giochi come il Pictionary e lo Scrabble. Malgrado tali progressi, il dakota scritto rimane tutt'altro che privo di difficoltà. Pond, Riggs e Williamson non furono i soli missionari a documentare la lingua dakota; praticamente nello stesso periodo, altri loro colleghi, operanti all'interno di bande differenti di nativi, si produssero nelle loro versioni originali della lingua scritta. A partire dall'inizio del XIX secolo, poi, anche i linguisti professionisti hanno iniziato a fare la stessa cosa, con il risultato di creare, insieme ai cambiamenti che la stessa lingua era andata subendo, una situazione di grossa confusione. La tabella che segue è indicativa delle varianti che sono state proposte nel corso dei decenni.
| IPA   | Buechel and Manhart scrittura (pronuncia) | Ullrich | Brandon University | Deloria and Boas | Dakota Mission | Rood and Taylor | Riggs | Williamson | University of Minnesota | White Hat |
| ----- | ----------------------------------------- | ------- | ------------------ | ---------------- | -------------- | --------------- | ----- | ---------- | ----------------------- | --------- |
| ʔ     | ´                                         | ´       | ʾ                  | ´                | ==             | ʔ               | ´     | ´          | ´                       | ==        |
| a     | a                                         | a       | a                  | a                | a              | a               | a     | a          | a                       | a         |
| aː    | a (á)                                     | á       | a                  | a                | a              | a               | a     | a          | a                       | a         |
| ã     | an, an' (aη)                              | aŋ      | an̄                 | ą                | an             | ą               | aŋ    | aŋ         | aŋ                      | aη        |
| p~b   | b                                         | b       | b                  | b                | b              | b               | b     | b          | b                       | b         |
| tʃ    | c                                         | č       | c                  | c                | c              | č               | ć     | c          | c                       | c̄         |
| tʃʰ   | c (c, c̔)                                  | čh      | ć                  | cʽ               | c              | čh              | ć̣     | c̣          | c                       | ċ ¹       |
| tʃʼ   | c'                                        | č'      | c̦                  | c'               | c              | čˀ              | ć     | c          | c'                      | ċ' ¹      |
| t~d   | ==                                        | ==      | d                  | d                | d              | d               | d     | d          | d                       | d         |
| e~ɛ   | e                                         | e       | e                  | e                | e              | e               | e     | e          | e                       | e         |
| eː~ɛː | e (é)                                     | è       | e                  | e                | e              | e               | e     | e          | e                       | e         |
| k~ɡ   | g                                         | g       | g                  | g                | g              | g               | g     | g          | g                       | g         |
| ʁ~ɣ   | g (ġ)                                     | ǧ       | ǥ                  | ġ                | g              | ǧ               | ġ     | ġ          | g                       | ġ         |
| h     | h                                         | h       | h                  | h                | h              | h               | h     | h          | h                       | h         |
| χ     | h̔                                         | ȟ       | ħ                  | ḣ                | r              | ȟ               | ḣ     | ḣ          | ḣ                       | ḣ         |
| χʔ~χʼ | h' (h̔')                                   | ȟ'      | ħ̦                  | ḣ'               | r              | ȟˀ              | ḣ     | ḣ          | ḣ'                      | ḣ'        |
| i     | i                                         | i       | i                  | i                | i              | i               | i     | i          | i                       | i         |
| iː    | i (í)                                     | í       | i                  | i                | i              | i               | i     | i          | i                       | i         |
| ĩ     | in, in' (iη)                              | iŋ      | in̄                 | į                | in             | į               | iŋ    | iŋ         | iŋ                      | iη        |
| k     | k (k, k̇)                                  | k       | k                  | k                | k              | k               | k     | k          | k                       | k         |
| kʰ~kˣ | k                                         | kh      | k̔                  | k'               | k              | kh              | k     | k          | ḳ                       | k         |
| qˣ~kˠ | k (k̔)                                     | kȟ      | k̔                  | k'               | k              | kh              | k     | k          | ḳ                       | k̇         |
| kʼ    | k'                                        | k'      | ķ                  | k'               | q              | kˀ              | ḳ     | ḳ          | k'                      | k'        |
| l     | l                                         | l       | ==                 | l                | ==             | l               | l     | l          | ==                      | l         |
| lː    | l´                                        | ==      | ==                 | ==               | ==             | ==              | ==    | ==         | ==                      | ==        |
| m     | m                                         | m       | m                  | m                | m              | m               | m     | m          | m                       | m         |
| n     | n                                         | n       | n                  | n                | n              | n               | n     | n          | n                       | n         |
| ŋ     | n                                         | n       | n                  | n                | n              | ň               | n     | n          | n                       | n         |
| o     | o                                         | o       | o                  | o                | o              | o               | o     | o          | o                       | o         |
| oː    | o (ó)                                     | ó       | o                  | o                | o              | o               | o     | o          | o                       | o         |
| õ~ũ   | on, on' (oη)                              | uŋ      | un̄                 | ų                | on             | ų               | oŋ    | oŋ         | uŋ                      | uη        |
| p     | ṗ (p, ṗ)                                  | p       | p                  | p                | p              | p               | p     | p          | p                       | p̄         |
| pʰ    | p                                         | ph      | p̔                  | p'               | p              | ph              | p     | p          | p̣                       | p         |
| pˣ~pˠ | p (p̔)                                     | pȟ      | p̔                  | p'               | p              | ph              | p     | p          | p̣                       | ṗ         |
| pʼ    | p'                                        | p'      | p̦                  | p'               | p              | pˀ              | p̣     | p̣          | p'                      | p'        |
| s     | s                                         | s       | s                  | s                | s              | s               | s     | s          | s                       | s         |
| sʼ    | s'                                        | s'      | ș                  | s'               | s              | sˀ              | s'    | s'         | s'                      | s'        |
| ʃ     | š                                         | š       | š                  | ṡ                | x, ś           | š               | ś     | ṡ          | ṡ                       | ṡ ²       |
| ʃʔ~ʃʼ | š'                                        | š'      | ș̌                  | ṡ'               | x, ś           | š               | ś'    | ṡ'         | ṡ'                      | ṡ' ²      |
| t     | t (t, ṫ)                                  | t       | t                  | t                | t              | t               | t     | t          | t                       | t         |
| tʰ    | t                                         | th      | tʿ                 | tʽ               | t              | th              | t     | t          | ṭ                       | t         |
| tˣ~tˠ | t (t̔)                                     | tȟ      | tʿ                 | tʽ               | t              | th              | t     | t          | ṭ                       | ṫ         |
| tʼ    | t'                                        | t'      | ţ                  | t'               | t              | tˀ              | ṭ     | ṭ          | t'                      | t'        |
| u     | u                                         | u       | u                  | u                | u              | u               | u     | u          | u                       | u         |
| uː    | u (ú)                                     | ú       | u                  | u                | u              | u               | u     | u          | u                       | u         |
| õ~ũ   | un, un' (uη)                              | uŋ      | un̄                 | ų                | un             | ų               | uŋ    | uŋ         | uŋ                      | uη        |
| w     | w                                         | w       | w                  | w                | w              | w               | w     | w          | w                       | w         |
| j     | y                                         | y       | y                  | y                | y              | y               | y     | y          | y                       | y         |
| z     | z                                         | z       | z                  | z                | z              | z               | z     | z          | z                       | z         |
| ʒ     | j                                         | ž       | ž                  | z                | j              | ž               | ź     | ż          | ż                       | j         |

¹ Il Saskatchewan Indian Cultural Centre usa c̀ al posto della ċ di White Hat 
² Il Saskatchewan Indian Cultural Centre usa s̀ al posto della ṡ di White Hat
Prima dell'arrivo dell'uomo bianco, i Dakota avevano un proprio rudimentale sistema di scrittura di tipo pittografico, basato cioè sulla rappresentazione delle cose che si vedono (e non dei suoni che le rappresentano a livello del linguaggio): nella scrittura pittografica, il disegno rappresenta direttamente la cosa significata (il disegno di un cane, magari stilizzato, significa appunto “cane”). Tale scrittura, secondo la Palmer, «era abbastanza pratica da permettere ai Lakota un resoconto di anni nei loro calcoli degli inverni, il quale può essere ancor oggi compreso, ed era in uso così comunemente che i pittogrammi furono riconosciuti e accettati, negli anni ottanta del XIX secolo, dagli impiegati del censimento, i quali ricevevano di solito tavole o pelli illustrati con l'intestazione del nome della famiglia dipinto graficamente». Ovviamente, per i missionari rendere la bibbia attraverso la scrittura pittografica era davvero troppo poco pratico e presentava delle difficoltà insuperabili.